# Guglielmo Biraghi
Guglielmo Biraghi (Roma, 1º settembre 1927 – Roma, 23 aprile 2001) è stato un giornalista e critico cinematografico italiano.
Laureatosi in chimica nel 1948, la abbandonò subito dapprima per la musica, e quindi nel 1953 intraprese la professione di giornalista entrando nella redazione del quotidiano romano Il Messaggero. Presto gli venne affidata la rubrica di critica cinematografica (che mantenne fino al 1987) sostituendo Ermanno Contini, con frequenti sortite nel campo della critica musicale e teatrale.
Nel 1962 fece parte della giuria del Festival del cinema di Venezia, dove assunse l'incarico direttivo nel 1987 per quattro anni, rientrando poi per l'ultima volta nel 1995. Nello stesso anno divenne membro del consiglio di amministrazione dell'Istituto Nazionale Luce, presieduto da Angelo Guglielmi. È stato spesso giurato o presidente di molte manifestazioni cinematografiche, oltre Venezia, tra cui Cannes, Berlino, Montréal, Toronto, Los Angeles, Locarno, Torino e Rotterdam. Fu anche direttore del Film Festival di Taormina.
Come autore portò in scena nel biennio 1965-66 due suoi testi teatrali: Il sole e la luna e  I quattro cavalieri; dei due il primo, interpretato da Alida Valli venne rappresentato anche all'estero. Nel 1972 una sua raccolta di racconti tra fantascienza e metafisica, Lo sguardo nel buio, arrivò secondo al Premio Strega.
Nel 1969 sposò l'attrice Annabella Incontrera, dalla quale ebbe un figlio e dalla quale divorzierà quattro anni più tardi.
Morì a 73 anni per un tumore polmonare. Subito dopo la sua scomparsa, il Sindacato nazionale giornalisti cinematografici italiani decide di istituire il Premio Guglielmo Biraghi, assegnato ogni anno in occasione della cerimonia dei Nastri d'argento ai migliori talenti del giovane cinema italiano.
Appassionato di malacologia e collezionista di conchiglie, dal 21 aprile 2007 la sua raccolta personale è conservata nel Museo delle Conchiglie posto nel seminterrato della Pinacoteca comunale di Città di Castello.